# Pokémon Trading Card Game (videogioco)
Pokémon Trading Card Game (ポケモンカードGB?, Pokemon Kādo Jī Bī, Pokémon Card GB) è un videogioco della serie Pokémon basato sul gioco di carte collezionabili omonimo. Il videogioco è uscito in Giappone per Game Boy Color il 18 dicembre 1998. Negli Stati Uniti il gioco viene distribuito a partire dal 31 marzo 2000 mentre in Europa dall'8 dicembre dello stesso anno. La cartuccia è compatibile con il Super Game Boy.
Nel 2014 il titolo viene distribuito per Nintendo 3DS tramite Nintendo eShop.

## Modalità di gioco

Schermata di gioco: i due Pokémon Attivi sono Charizard e Moltres. Moltres ha subito danni in quantità uguale o superiore ai propri Punti Vita (indicati come pallini bianchi) ed è andato KO.

Pokémon Trading Card Game è un videogioco di simulazione dell'originale gioco di carte collezionabili da tavolo con elementi di gioco di ruolo simili alla serie principale di giochi di ruolo Pokémon. Il giocatore controlla un ragazzino e deve viaggiare per il mondo di gioco interagendo con personaggi non giocanti e sfidandoli a partite di carte utilizzando un mazzo da 60 carte. Ogni vittoria permette di ottenere 2 o più buste di espansione, contenenti un assortimento casuale di carte variabile a seconda della tipologia di busta. Le sfide hanno principalmente luogo nei Club, ovvero edifici dedicati a una tipologia di Pokémon differente. L'obiettivo del gioco è sconfiggere gli otto Campioni del Club per guadagnarsi il diritto di affrontare i quattro Grandi Maestri, detentori di quattro potenti carte leggendarie.
Nel gioco esistono un totale di 226 carte, principalmente costituite da quelle presenti nei primi tre set del gioco reale- Sono presenti tuttavia carte esclusive del gioco. Al giocatore viene data l'opportunità di scegliere uno dei tre mazzi iniziali all'inizio del proprio viaggio, ciascuno contenente carte Pokémon che ruotano attorno alle tre possibili creature iniziali di Pokémon Rosso e Blu. È possibile disporre di un massimo di quattro mazzi alla volta.

## Pubblicazione
Il gioco è stato distribuito in Giappone il 18 dicembre 1998 un mese prima che il gioco di carte collezionabili fosse reso disponibile in lingua inglese. Nel settembre 1999, Nintendo of America ha annunciato che avrebbe rilasciato una versione inglese in Nord America dal titolo Pokémon Card. Sebbene inizialmente previsto per l'inverno successivo, il gioco, uscito poi con il titolo definitivo di Pokémon Trading Card Game, è stato posticipato all'aprile 2000. IGN ha attribuito questo ritardo al fatto che la società desiderasse concentrare i propri sforzi sull'imminente Pokémon Stadium per Nintendo 64. Nel febbraio successivo, il gioco fece la sua apparizione alla North American International Toy Fair del 2000 a New York insieme a Pokémon Oro e Argento. Nel gioco era inclusa un'esclusiva carta promozionale di Meowth.

### Virtual Console

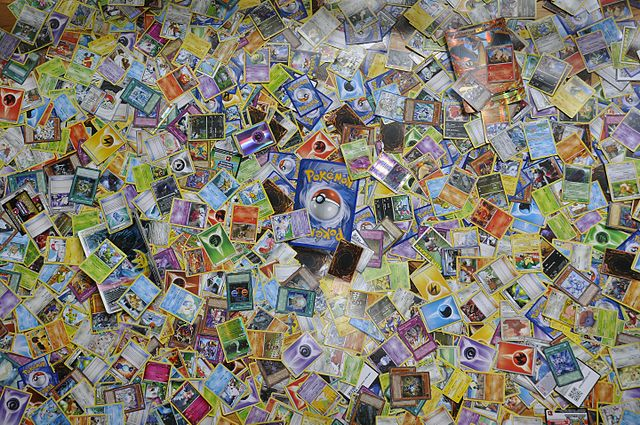
Carte del Gioco di Carte Collezionabili Pokémon

Il gioco è stato reso disponibile sulla Virtual Console del Nintendo 3DS in Europa il 10 luglio 2014, in Australia l'11 luglio 2014,  in Nord America il 13 novembre 2014 e in Giappone il 24 dicembre 2014.

## Accoglienza
| Testata                          | Giudizio |
| -------------------------------- | -------- |
| GameRankings (media al 4-2-2021) | 82,39%   |
| Gamekult                         | 7/10     |
| GameSpot                         | 7,6/10   |
| IGN                              | 9/10     |
| Nintendo Power                   | 8,2/10   |
| Pockett Videogames               | 5/5      |

Pokémon Trading Card Game ha venduto 607 193 copie in Giappone entro la fine del 1999, diventando il 20° gioco per console più acquistato di quell'anno nel Paese. In Nord America sono state vendute 1,51 milioni di copie durante il primo anno. Il gioco ha ricevuto un'accoglienza per lo più positiva dalla critica, guadagnando un punteggio medio dell'81,25% dall'aggregatore GameRankings. GameSpot ha definito il gioco "un adattamento fedele e divertente del gioco di carte collezionabili" definendo il gameplay "avvincente", ma lo ha trovato nel complesso meno soddisfacente rispetto ai classici giochi di ruolo Pokémon, affermando che "raccogliere 226 pezzi di carta" non era tanto soddisfacente come risulta invece essere "acchiapparli tutti". Altri, come IGN hanno definito il gioco "un vero spasso da giocare", ritenendo che offrisse per lo più la stessa esperienza della versione da tavolo "senza il disordine o il costo". L'adattamento del videogioco, tuttavia, non poteva replicare completamente l'originale dato il numero finito di carte disponibili. Pur definendo la storia principale" semplice e basilare", e il gameplay in gran parte basato sulla fortuna, alla fine ha dichiarato che "se ti piacciono o odi quei dannati Pokémon... se Nintendo continua a realizzare videogiochi Pokémon di questa qualità, quelle creature non se ne andranno presto".
In una retrospettiva degli spin-off Pokémon del 2009, IGN ha mantenuto i suoi elogi per il gioco, affermando "È stato davvero ridicolo quanto fosse fantastico questo gioco... se potessimo chiedere a Nintendo di reintrodurre uno spin-off, sarebbe il gioco del GCC".

### Censura
Il gioco è stato vietato in Arabia Saudita perché presumibilmente promuoveva il sionismo. Secondo lo sceicco Abdul Aziz bin Abdullah, il videogioco Pokémon e le carte hanno simboli che sono "la stella di David, che tutti sanno è collegata al sionismo internazionale ed è l'emblema nazionale di Israele".

## Eredità
È stato realizzato un sequel del gioco Pokémon Card GB2: Great Rocket-Dan Sanjō! (ポケモンカードＧＢ２ ＧＲ団参上!?), uscito il 28 marzo 2001 esclusivamente in Giappone anche per Game Boy Color. Come il suo predecessore, il gioco è stato sviluppato da Hudson Soft e Creatures, ma pubblicato solo da The Pokémon Company. In quest'ultimo titolo si ha la possibilità di scegliere il sesso del protagonista.